# Vaso di Bronocice

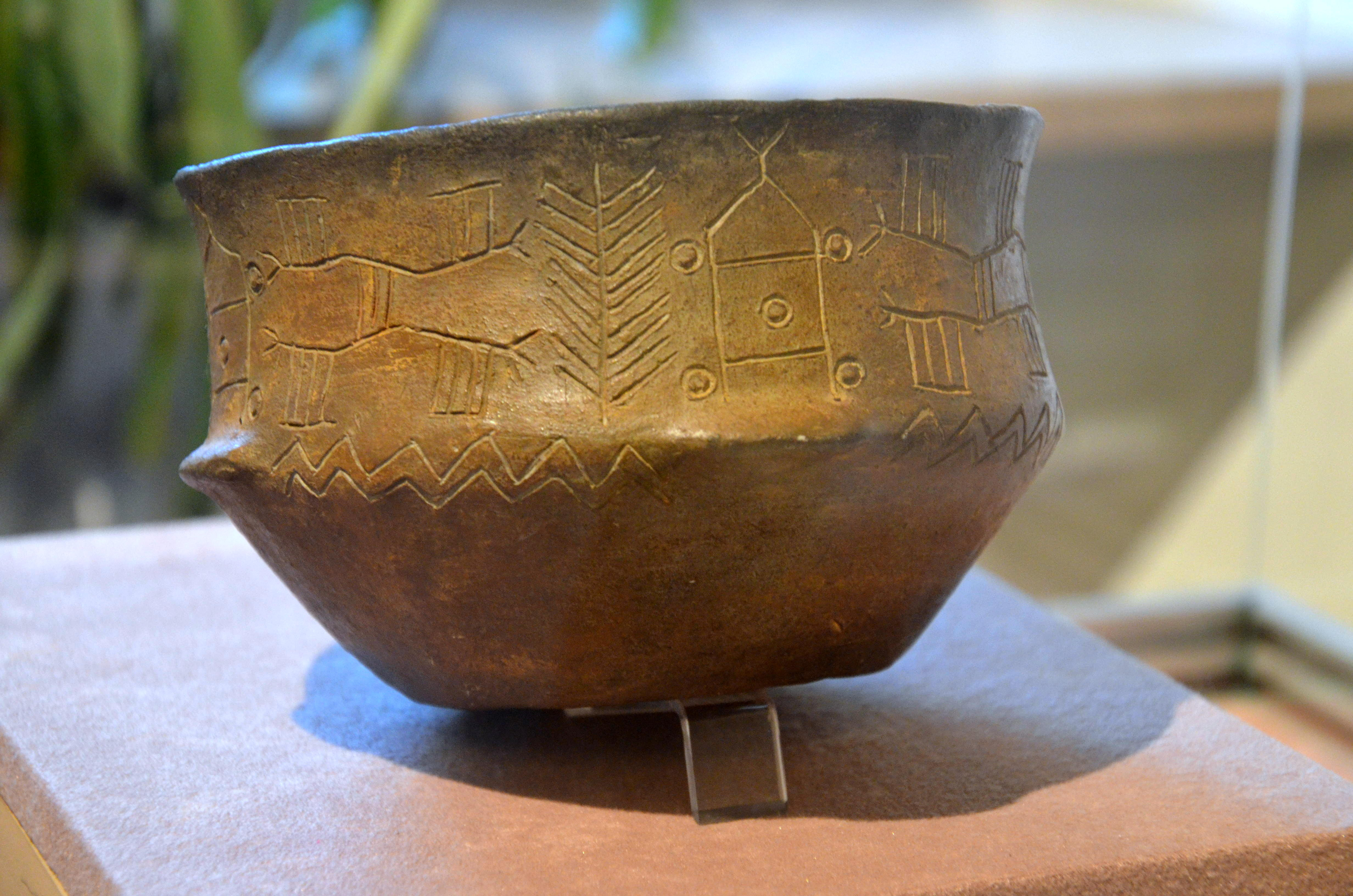
Vaso di Bronocice, ricostruzione

Rappresentazione del carro

Il vaso di Bronocice, scoperto presso Działoszyce, nel Voivodato della Santacroce, nei pressi del fiume Nidzica, in Polonia, è un vaso di ceramica in cui è incisa la prima immagine conosciuta di quello che potrebbe essere un veicolo a ruote. Viene datato con il metodo del radiocarbonio al 3635-3370 a.C., o al 3470-3210 a.C., ed è attribuito alla cultura del bicchiere imbutiforme. È attualmente esposto nel Museo archeologico di Cracovia (Muzeum Archeologiczne w Krakowie).

## Scoperta
Il vaso è stato scoperto nel 1974-1976 durante lo scavo archeologico di un grande insediamento neolitico presso Bronocice, a circa 50 km a nord-est di Cracovia. Gli scavi furono effettuati tra il 1974 e il 1980 dall'Istituto di Archeologia ed Etnologia, Accademia polacca delle scienze e della State University of New York a Buffalo (Stati Uniti).
Sarunas Milisauskas, uno dei numerosi archeologi che ha lavorato al progetto di scavo di Bronocice ha scritto: 
La stagione di scavo del 1974 è andata oltre le nostre aspettative. Un motivo inciso rappresentante un carro è stato trovato in un vaso rinvenuto dentro un pozzo. Un osso animale associato con il vaso nel pozzo è stato datato con il metodo del radiocarbonio, intorno al 3400 a.C. (Bakker et al., 1999). Il vaso rappresenta uno dei primi elementi di prova per la presenza di carri a ruote in Europa" Milisauskas, insieme a Janusz Kruk, lo hanno attribuito alla cultura di Lublino-Volhynian (tra il 3100 e il 2200 a.C.), "contemporaneo alla fase più recente dello sviluppo del ciclo culturale di Tiszapolgar nel bacino del fiume Cisa ... la cultura è certamente più antica del periodo decadente della cultura del bicchiere imbutiforme nella Piccola Polonia".

## Iscrizioni
L'immagine sul vaso raffigura simbolicamente degli elementi chiave dell'ambiente umano preistorico. La componente più importante della decorazione sono le cinque rappresentazioni rudimentali di quello che sembra essere un carro. Rappresentano un veicolo a quattro ruote a trazione animale. Le linee che le collegano probabilmente rappresentano degli assi. Il cerchio al centro potrebbe simboleggiare un contenitore per la raccolta. Altre immagini sulla ceramica comprendono un albero, un fiume e quelle che potrebbero essere dei campi intersecati da strade/fossati o il layout di un villaggio.
Le incisione sul Vaso di Bronocice possono rappresentare una sorta di sistema simbolico di "pre-scrittura", suggerito da Marija Gimbutas nel suo modello della "vecchia" lingua europea, simile a quello della cultura di Vinča (5700-4500 a.C.) noto come scrittura Vinča.
Secondo il linguista Stuart Harris, il significato della scritta è una composizione a rebus.

## Implicazioni storiche

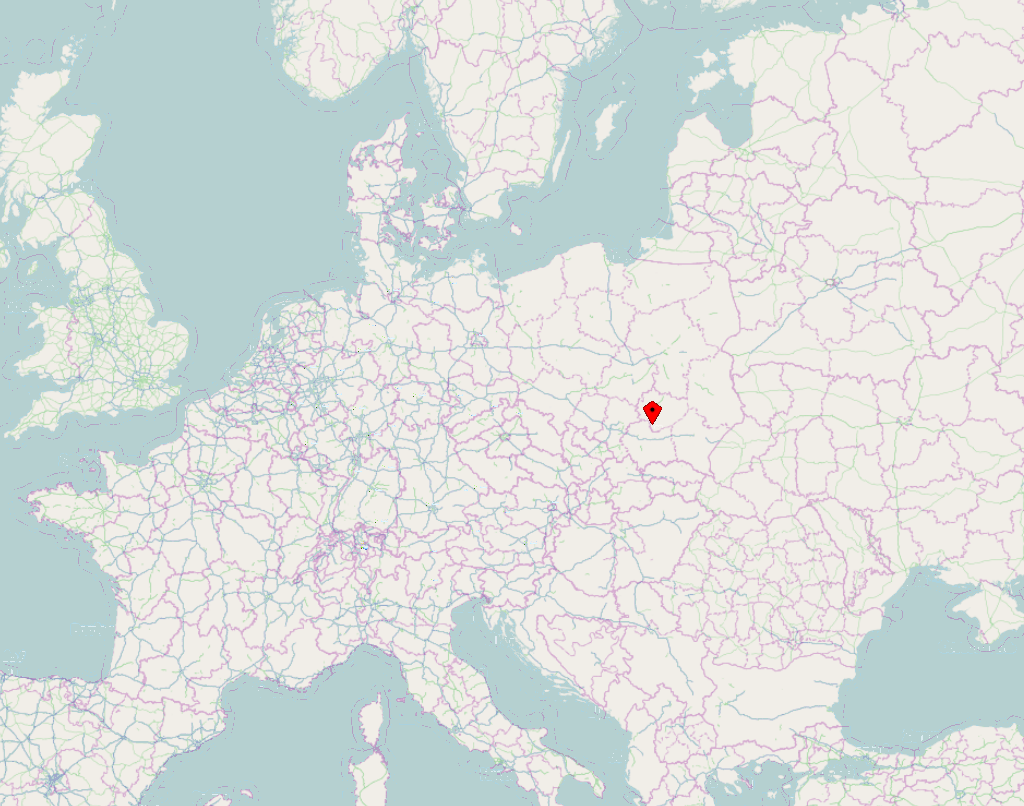
Posizione di Bronocice

L'immagine sul vaso è la più antica rappresentazione ben datata di un veicolo a 4 ruote in tutto il mondo, che suggerisce l'esistenza di carri in Europa centrale già nel IV millennio a.C.. Questi carri erano presumibilmente trainati da bovidi, i cui resti sono stati ritrovati con il vaso. Le loro corna erano consumate, come se fossero state legate ad una corda, probabilmente a causa dell'utilizzo di una sorta di giogo. 
Diversi ricercatori come Asko Parpola e Christian Carpelan, hanno sottolineato che "le lingue indoeuropee possiedono un vocabolario sul trasporto su ruote", fornendo così nuove informazioni di ricerca sull'origine della lingua indoeuropea; "I veicoli a ruote sono stati inventati intorno alla metà del IV millennio a.C." Altri ricercatori (David W. Anthony) suggeriscono che "l'evidenza dei vocaboli di lana e carro/ruota stabiliscono che il Proto-Indo-europeo è stato parlato dal 4000-3500 a.C. circa, probabilmente dopo 3500 a.C.". 
Nella sua recensione Theoretical Structural Archeology, Geoff Carter, scrive: 
Il sito è stato occupato durante la fase della ceramica imbutiforme, uno dei gruppi del complesso di culture che succedettero la cultura LBK nel nord Europa, nel V e IV millennio a.C. Le ossa del pozzo in cui il vaso è stato trovato sono state datate al radiocarbonio al 3635-3.370 a.C., che, come gli scavatori hanno sottolineato, è antecedente ai pittogrammi sumeri di ruote del periodo di Uruk.